# Lili Büki
Lili Büki (5 de mayo de 2002) es una deportista húngara que compite en esgrima, especialista en la modalidad de espada. En los Juegos Europeos de Cracovia 2023 consiguió una medalla de plata en la prueba por equipos.

## Palmarés internacional
| Juegos Europeos | Juegos Europeos    | Juegos Europeos  | Juegos Europeos    |
| Año             | Lugar              | Medalla          | Prueba             |
| --------------- | ------------------ | ---------------- | ------------------ |
| 2023            | Cracovia (Polonia) | Medalla de plata | Espada por equipos |